# 1930-as Tour de France
Az 1930-as Tour de France volt a 24. francia körverseny. 1930. július 2-a és július 27-e között rendezték. Az eddigi kereskedelmi szponzor csapatok helyett, nemzeti csapatok vettek részt és az egyéni (turista) versenyzőket regionális csapatokba osztották be. Először volt rádióközvetítés és először kísérte reklám karaván a versenyzőket és megjelentek az útvonal mellett a lakókocsis szurkolók is. Charles Pélissier nyolc szakaszt nyert meg és hétszer második lett. összesítésben mégis csak a kilencedik helyen végzett. André Leducq nyerte meg a versenyt annak ellenére hogy a Galibieren bukott és a kerékpárja is tönkrement. A csapatversenyt Franciaország nyerte és az első tíz versenyzőből hatan voltak hazaiak.

## Szakaszok
| Szakasz | Időpont    | Végpontok                      | Jellege       | Hossz (km) | Szakaszgyőztes          | Összetett első          |
| ------- | ---------- | ------------------------------ | ------------- | ---------- | ----------------------- | ----------------------- |
| 1       | július 2.  | Párizs – Caen                  | Sík szakasz   | 206        | Charles Pélissier (FRA) | Charles Pélissier (FRA) |
| 2       | július 3.  | Caen – Dinan                   | Sík szakasz   | 203        | Learco Guerra (ITA)     | Learco Guerra (ITA)     |
| 3       | július 4.  | Dunan – Brest                  | Sík szakasz   | 206        | Charles Pélissier (FRA) | Learco Guerra (ITA)     |
| 4       | július 5.  | Brest – Vannes                 | Sík szakasz   | 210        | Omer Taverne (BEL)      | Learco Guerra (ITA)     |
| 5       | július 6.  | Vannes – Les Sables-d’Olonne   | Sík szakasz   | 202        | André Leducq (FRA)      | Learco Guerra (ITA)     |
| 6       | július 7.  | Les Sables d'Olonne – Bordeaux | Sík szakasz   | 286        | Jean Aerts (BEL)        | Learco Guerra (ITA)     |
| 7       | július 8.  | Bordeaux – Hendaye             | Sík szakasz   | 222        | Jules Merviel (FRA)     | Learco Guerra (ITA)     |
| 8       | július 9.  | Hendaye – Pau                  | Sík szakasz   | 146        | Alfredo Binda (ITA)     | Learco Guerra (ITA)     |
| 9       | július 10. | Pau – Luchon                   | Hegyi szakasz | 231        | Alfredo Binda (ITA)     | André Leducq (FRA)      |
| 10      | július 12. | Luchon – Perpignan             | Hegyi szakasz | 322        | Charles Pélissier (FRA) | André Leducq (FRA)      |
| 11      | július 14. | Perpignan – Montpellier        | Sík szakasz   | 164        | Charles Pélissier (FRA) | André Leducq (FRA)      |
| 12      | július 15. | Montpellier – Marseille        | Sík szakasz   | 209        | Antonin Magne (FRA)     | André Leducq (FRA)      |
| 13      | július 16. | Marseille – Cannes             | Sík szakasz   | 181        | Learco Guerra (ITA)     | André Leducq (FRA)      |
| 14      | július 18. | Cannes – Nice                  | Hegyi szakasz | 132        | Louis Peglion (FRA)     | André Leducq (FRA)      |
| 15      | július 19. | Nice – Grenoble                | Hegyi szakasz | 333        | Learco Guerra (ITA)     | André Leducq (FRA)      |
| 16      | július 21. | Grenoble – Evian               | Hegyi szakasz | 331        | André Leducq (FRA)      | André Leducq (FRA)      |
| 17      | július 23. | Evian – Belfort                | Sík szakasz   | 282        | Frans Bonduel (BEL)     | André Leducq (FRA)      |
| 18      | július 24. | Belfort – Metz                 | Sík szakasz   | 223        | Charles Pélissier (FRA) | André Leducq (FRA)      |
| 19      | július 25. | Metz – Charleville             | Sík szakasz   | 159        | Charles Pélissier (FRA) | André Leducq (FRA)      |
| 20      | július 26. | Charleville – Malo-les-Bains   | Sík szakasz   | 271        | Charles Pélissier (FRA) | André Leducq (FRA)      |
| 21      | július 27. | Malo-les-Bains – Párizs        | Sík szakasz   | 300        | Charles Pélissier (FRA) | André Leducq (FRA)      |

## Végeredmény

### Egyéni verseny
|                         | Versenyző         | Csapat        | Idő             |
| ----------------------- | ----------------- | ------------- | --------------- |
| 1                       | André Leducq      | Franciaország | 172 óra 12' 16" |
| 2                       | Learco Guerra     | Olaszország   | +14' 13"        |
| 3                       | Antonin Magne     | Franciaország | +16' 03"        |
| 4                       | Jef Demuysere     | Belgium       | +21' 34"        |
| 5                       | Marcel Bidot      | Franciaország | +41' 18"        |
| 6                       | Pierre Magne      | Franciaország | +45' 42"        |
| 7                       | Frans Bonduel     | Belgium       | +56' 19"        |
| 8                       | Benoit Fauré      | Egyéni induló | +58' 34"        |
| 9                       | Charles Pélissier | Franciaország | +1 óra 04' 37"  |
| 10                      | Adolf Schön       | Németország   | +1 óra 21' 39"  |
| 106 induló 59 célba érő |                   |               |                 |

### Csapatverseny
|   | Csapat        | Idő             |
| - | ------------- | --------------- |
| 1 | Franciaország | 517 óra 34' 09" |
| 2 | Belgium       | +1 óra 48' 55"  |
| 3 | Németország   | +5 óra 09' 59"  |
| 4 | Olaszország   | +6 óra 32' 42"  |
| 5 | Spanyolország | +6 óra 42' 50"  |

Az egyéni indulókat régiónális csapatokba osztották be és külön értékelték, a verseny győztese a Délkeleti csapat lett.